# 판커신
판커신(중국어: 范可新, 병음: Fàn Kěxīn, 한자음: 범가신, 1993년 9월 19일~)은 중화인민공화국의 쇼트트랙 선수이다. 2014년 동계 올림픽 쇼트트랙 여자 1000m 결승에서 은메달을 획득했다.

## 논란
2014년 2월 22일 소치에서 열린 올림픽 여자 쇼트트랙 1000m 결승에서 결승점을 앞둔 마지막 코너에서 앞서 1위를 달리던 대한민국의 박승희 선수에게 손을 뻗어 건드리려는 모습이 경기장 내 대형 화면에 반복 중계됐다. 판커신은 이 논란에 대해 "당시 중심을 잃었다. 모두 힘이 떨어질 시점이라 신체 접촉이 생긴 것 같다. 최후까지도 포기하지 않으려 했다."고 고의적인 행동이 아님을 해명했다. 박승희는 경기 후 인터뷰에서 "(판 커신이) 살짝 건드려서 그걸 버티려고 했다. 방해가 조금 있었지만 아주 큰 건 아니었다. 결승선에 다 왔기 때문에 괜찮았다. 그대로 골인했다" 며 대수롭지 않게 반응했다.
판커신의 행동에 대해 심판진은 경기에 지장을 주지 않았다고 판단해 실격되지 않고 2위로 인정되어 은메달을 획득하였다.
2014년 소치 올림픽이 끝난 직후 캐나다 몬트리올에서 열린 세계선수권 여자 500m 준결승에서 오른팔로 심석희 선수의 턱을 쳐 진로방해를 했음에도 결승에 박승희 선수와 올라가 동메달을 획득했다.
2017년 동계 아시안 게임에서 여자 500m 결승 마지막 코너에서 왼손으로 심석희 선수의 오른쪽 정강이를 잡아 실격처리되었다. 하지만 3위로 들어온 심석희 선수도 알 수 없게 실격처리 당하고 말았다.